# 富士乃真司
富士乃真 司（ふじのしん つかさ、1960年11月6日 - ）は、千葉県船橋市（出生地は千葉県山武郡）出身で九重部屋（入門時は井筒部屋）に所属した元大相撲力士。本名は矢木 哲也（やぎ てつや）。最高位は東前頭筆頭（1988年1月場所）。身長181cm、体重147kg。得意手は左四つ、寄り。現在は年寄・陣幕。第65代横綱・貴乃花の長男である花田優一の元岳父。

## 来歴
中学時代は野球部に所属していた。中学2年の時に相撲に興味を持ち、同級生で同じく野球部に所属していた武田雅史（後の6代木村玉治郎）とともに、蔵前国技館まで良く足を運んでいたという。中学を卒業後、元横綱・北の富士が率いる井筒部屋に入門し、1976年3月場所で初土俵を踏んだ。同期の初土俵には、後の大関・北天佑や前頭の天ノ山（幕下付出）らがいる。当初の四股名は、本名でもある「矢木」。翌年11月場所前には、井筒が年寄・九重（元横綱・千代の山）の逝去により12代･九重へ名跡変更したことに伴って、九重部屋へと所属が変更している。
その後、1985年1月場所で新十両に昇進。このときは在位2場所で陥落したが、同年11月場所で2度目の十両昇進を決めると、以後は勝ち越しを続けて翌年9月場所で新入幕を果たした。当時の四股名は「富士光」。同場所は6勝9敗の負け越しに終わって1場所で十両に陥落したが、1年後の1987年9月場所で再入幕し、以降は幕内に定着した。なお、「富士乃真」と改名したのは、1987年3月場所である。
西前頭3枚目で迎えた1989年9月場所12日目、富士乃真は太寿山戦を前に土俵下で控えていた。ところが、益荒雄との取組中だった三杉里が投げの打ち合いになった際に土俵下に転落し、富士乃真の左足に三杉里の廻しが激突した。このアクシデントにより立ち上がれない状態となった富士乃真はこの日不戦敗となった。診察の結果、左腓骨と左距骨骨折で全治2ヶ月の負傷と診断され休場することとなり、対戦相手が決まっていた翌13日目も富士乃真は不戦敗となった。なお13日目に不戦勝になった相手は、皮肉にも三杉里だった。土俵上の怪我ではないため、当時設けられていた公傷制度は適用されなかった。
翌場所は東前頭14枚目で全休して幕内から陥落し、その後も成績は振るわず幕下下位にまで番付を落とし、1990年9月場所限りで引退した。
重心が低い点を生かし、相手のふところに入って寄ったり投げたりする相撲が得意で、「くすぐり相撲」とも呼ばれた。だが怪我が多く、三賞は一度も獲得できず、三役にも届かなかった。大汗かきだが、性格は温厚である。
引退後は年寄・錦戸（水戸泉から借用）を経て同・陣幕（元横綱・北の富士より取得）を襲名した。八角部屋独立の際に九重部屋から移籍した。日本相撲協会では長らく審判委員を務めている。現役引退後、師匠である12代･九重が短期間で大減量に成功したことに倣って、富士乃真自身も元力士と思えぬほど非常に細身の体型になっている。引退相撲は行わず、断髪式は両国国技館の大広間で関係者のみで行った。
2001年5月場所では年寄・陣幕として7日目の幕下の取組を審判を務めていた際、栃不動に押し出された須佐の湖が土俵下に転落してきて激突。この際、右足を骨折するという12年前と同じような不運に見舞われている。また、2010年1月場所では10日目の三段目の取組を審判を務めていた最中、土俵下に転落してきた力士に足を踏まれ、左足首を捻挫した。
2023年9月場所では場所前に退職した千田川（元小結・闘牙）に代わり審判部に入った。しかし、千秋楽幕内の取組の審判を務めていた際、豪ノ山に押し出された翔猿が土俵に転落し激突した。この際に陣幕は左脇腹を痛めて車椅子で国技館内の相撲診療所に向かったため、審判を途中で交代することとなり、勝負審判として3度目の災難に遭っている。

## 主な成績・記録
- 現役在位：87場所
- 通算成績：408勝386敗47休 勝率.514
- 幕内在位：15場所
- 幕内成績：93勝111敗21休 勝率.456

### 場所別成績
| | 一月場所 初場所（東京） | 三月場所 春場所（大阪） | 五月場所 夏場所（東京） | 七月場所 名古屋場所（愛知） | 九月場所 秋場所（東京） | 十一月場所 九州場所（福岡） |
| --- | ----------------------- | ----------------------- | ----------------------- | --------------------------- | ----------------------- | --------------------------- |
| 1976年 （昭和51年） | x                       | （前相撲）              | 東序ノ口21枚目 5–2      | 東序二段77枚目 4–3          | 東序二段57枚目 2–5      | 西序二段84枚目 5–2          |
| 1977年 （昭和52年） | 東序二段35枚目 3–4      | 東序二段44枚目 4–3      | 東序二段19枚目 5–2      | 西三段目67枚目 3–4          | 東三段目82枚目 4–3      | 東三段目64枚目 3–4          |
| 1978年 （昭和53年） | 東三段目79枚目 3–4      | 東三段目87枚目 3–4      | 東序二段11枚目 2–3–2    | 東序二段35枚目 5–2          | 東三段目90枚目 6–1      | 東三段目38枚目 4–3          |
| 1979年 （昭和54年） | 西三段目26枚目 2–5      | 東三段目49枚目 2–5      | 東三段目74枚目 6–1      | 西三段目24枚目 1–6          | 東三段目56枚目 4–3      | 西三段目41枚目 2–5          |
| 1980年 （昭和55年） | 西三段目64枚目 2–5      | 東三段目90枚目 6–1      | 東三段目42枚目 3–4      | 西三段目54枚目 6–1          | 東三段目9枚目 4–3       | 東幕下56枚目 3–4            |
| 1981年 （昭和56年） | 西三段目11枚目 5–2      | 西幕下50枚目 5–2        | 西幕下28枚目 3–4        | 東幕下35枚目 5–2            | 東幕下22枚目 4–3        | 西幕下15枚目 3–4            |
| 1982年 （昭和57年） | 東幕下23枚目 2–5        | 東幕下40枚目 4–3        | 東幕下30枚目 3–4        | 東幕下45枚目 休場 0–0–7     | 西三段目20枚目 4–3      | 東三段目7枚目 3–4           |
| 1983年 （昭和58年） | 西三段目23枚目 4–3      | 東三段目9枚目 3–4       | 西三段目27枚目 4–1–2    | 東三段目16枚目 休場 0–0–7   | 東三段目16枚目 4–3      | 東三段目7枚目 6–1           |
| 1984年 （昭和59年） | 東幕下36枚目 5–2        | 西幕下21枚目 3–4        | 東幕下31枚目 5–2        | 東幕下17枚目 6–1            | 東幕下6枚目 5–2         | 西幕下筆頭 5–2              |
| 1985年 （昭和60年） | 西十両11枚目 7–8        | 西十両12枚目 3–12       | 西幕下10枚目 3–4        | 西幕下15枚目 4–3            | 東幕下10枚目 5–2        | 西幕下4枚目 6–1             |
| 1986年 （昭和61年） | 西十両10枚目 8–7        | 西十両6枚目 8–7         | 東十両4枚目 8–7         | 東十両3枚目 10–5            | 西前頭13枚目 6–9        | 東十両5枚目 6–9             |
| 1987年 （昭和62年） | 東十両9枚目 9–6         | 西十両5枚目 9–6         | 西十両2枚目 8–7         | 西十両筆頭 9–6              | 西前頭13枚目 9–6        | 西前頭6枚目 8–7             |
| 1988年 （昭和63年） | 東前頭筆頭 5–10         | 西前頭4枚目 5–6–4       | 西前頭9枚目 7–8         | 東前頭11枚目 8–7            | 西前頭6枚目 5–10        | 西前頭10枚目 9–6            |
| 1989年 （平成元年） | 東前頭4枚目 6–9         | 西前頭7枚目 5–10        | 東前頭11枚目 9–6        | 東前頭6枚目 8–7             | 西前頭3枚目 3–10–2      | 東前頭14枚目 休場 0–0–15    |
| 1990年 （平成2年） | 東十両10枚目 8–7        | 東十両7枚目 5–10        | 西十両13枚目 4–11       | 西幕下9枚目 休場 0–0–7      | 東幕下49枚目 引退 2–4–1 | x                           |
| 各欄の数字は、「勝ち-負け-休場」を示す。 優勝 引退 休場 十両 幕下 三賞：敢=敢闘賞、殊=殊勲賞、技=技能賞 その他：★=金星 番付階級：幕内 - 十両 - 幕下 - 三段目 - 序二段 - 序ノ口 幕内序列：横綱 - 大関 - 関脇 - 小結 - 前頭（「#数字」は各位内の序列） |                         |                         |                         |                             |                         |                             |

## 幕内対戦成績
| 安芸ノ島 | 1 | 1    | 旭富士 | 0    | 2 | 板井   | 4 | 3 | 恵那櫻   | 5 | 2    |  |  |  |
| 巨砲     | 4 | 3    | 大乃国 | 1(1) | 1 | 大乃花 | 1 | 0 | 魁輝     | 1 | 0    |  |  |  |
| 春日富士 | 2 | 1    | 北勝鬨 | 1    | 1 | 騏乃嵐 | 2 | 1 | 旭道山   | 2 | 1    |  |  |  |
| 霧島     | 3 | 2    | 起利錦 | 2    | 5 | 麒麟児 | 1 | 1 | 久島海   | 0 | 1    |  |  |  |
| 蔵間     | 0 | 1    | 高望山 | 4    | 5 | 港龍   | 0 | 1 | 琴稲妻   | 4 | 3    |  |  |  |
| 琴ヶ梅   | 1 | 1    | 琴錦   | 0    | 1 | 琴富士 | 2 | 3 | 小錦     | 1 | 1    |  |  |  |
| 佐田の海 | 1 | 3    | 薩洲洋 | 5    | 4 | 陣岳   | 2 | 3 | 太寿山   | 2 | 5(1) |  |  |  |
| 大徹     | 4 | 2    | 貴ノ浜 | 1    | 1 | 貴ノ嶺 | 0 | 1 | 隆三杉   | 5 | 3    |  |  |  |
| 多賀竜   | 5 | 4    | 玉龍   | 0    | 5 | 竹葉山 | 0 | 1 | 寺尾     | 2 | 6    |  |  |  |
| 出羽の花 | 2 | 0    | 闘竜   | 4    | 1 | 栃司   | 0 | 6 | 栃乃和歌 | 1 | 3    |  |  |  |
| 南海龍   | 0 | 1    | 花乃湖 | 1    | 2 | 花ノ国 | 2 | 2 | 鳳凰     | 0 | 1    |  |  |  |
| 北天佑   | 0 | 2    | 星岩涛 | 0    | 1 | 前乃臻 | 1 | 1 | 益荒雄   | 0 | 1    |  |  |  |
| 三杉里   | 3 | 3(1) | 水戸泉 | 1    | 1 | 両国   | 2 | 4 | 若瀬川   | 2 | 0    |  |  |  |

## 改名歴
- 矢木 哲也（やぎ てつや）1976年5月場所-1978年1月場所
- 富士光 哲也（ふじひかり -）1978年3月場所-1987年1月場所
- 富士乃真 司（ふじのしん つかさ）1987年3月場所-1990年9月場所

## 年寄変遷
- 錦戸 司（にしきど つかさ）1990年9月-1990年11月
- 錦戸 哲也（- てつや）1990年11月-1998年2月
- 陣幕 哲也（じんまく -）1998年2月-